# Porta de garatge automatitzada

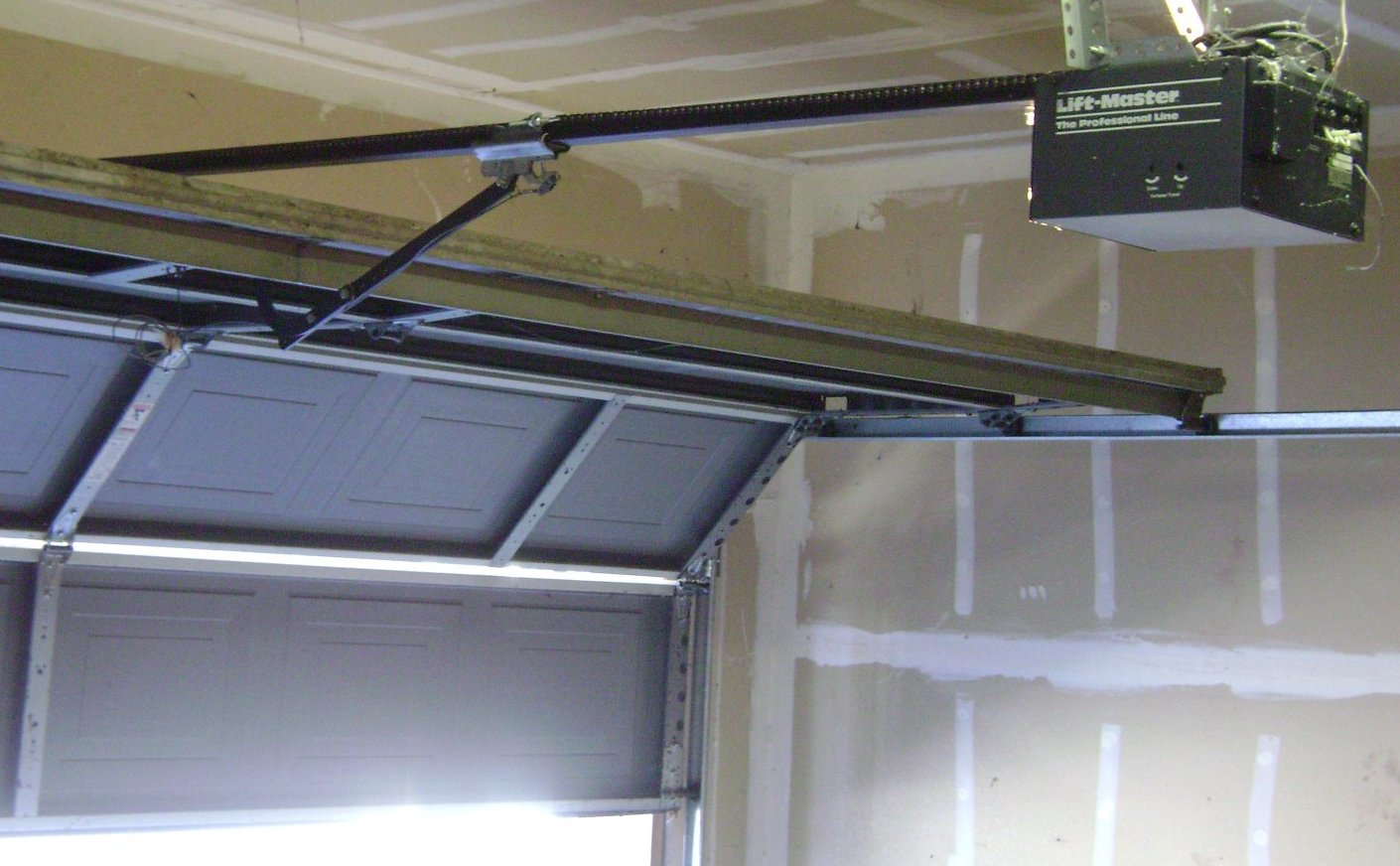
Un automatisme de porta de garatge residencial. El motor està a la caixa a la cantonada superior dreta.

Un automatisme de porta del garatge és un dispositiu motoritzat que obre i tanca portes de garatge. La majoria estan controlades per una caixa de control a la paret del garatge, comandada amb interruptors o lectors accessibles des de la finestreta del conductor o via ràdio mitjançant un comandament o clau remota manejada pel mateix.

## Automatisme electromecànic
L'automatisme elèctric per a porta de garatge va ser inventat per CG Johnson el 1926 a Hartford City, Indiana. Els obreportes elèctrics per a garatges no es van fer populars fins que "Era Ficar Company" de Chicago en va comercialitzar un després de la Segona Guerra Mundial on la porta de garatge es podia obrir a través d'un teclat ubicat en un pal al final del camí o un interruptor dins del garatge.

## Tipus de portes
A part que els mecanismes d'obertura puguin ser de transmissió directa, per cadena, per corretja, per cargol, o mitjançant un arbre de transmissió; per la seva forma de desplaçar-se a l'obrir i tancar, hi ha cinc tipus principals de portes de garatge.
- portes enrotllables.
- portes basculants
- portes seccionals
- portes corredisses
- portes batents
- portes tipus acordió.

### Persiana enrotllable
Aquest tipus de mecanisme, basat en una persiana enrotllable clàssica, és un dels més populars. Aquest estil d'automatisme es va usar amb freqüència en portes comercials, però en els últims anys s'ha adaptat per a ús residencial. Aquest estil d'automatisme consisteix en un motor que es connecta al lateral de la vareta de torsió i mou la porta cap amunt i cap avall simplement girant la vareta. Aquests automatismes necessiten alguns components addicionals per funcionar de manera segura per a ús residencial. Aquests inclouen un monitor de tensió del cable, per detectar quan es trenca un cable, i un mecanisme de bloqueig separat per bloquejar la porta quan està completament tancada. Aquests tenen l'avantatge que alliberen espai al sostre que ocuparien un automatisme i un rail ordinaris. Aquests també tenen el desavantatge que la porta ha de tenir una barra de torsió per acoblar el motor.

### Porta basculant
Com en un ascensor, el motor elèctric no proporciona la major part de l'energia per moure una porta de garatge pesada. En canvi, la major part del pes de la porta es compensa amb un contrapès connectat a la porta, funcionant per gravetat o mitjançant unes molles. (fins i tot les portes de garatge operades manualment tenen contrapesos, altrament serien massa pesades perquè una persona les pogués obrir o tancar).
un altre tipus de mecanisme, conegut com a automatisme de jackshaft, és un dels més populars. Aquest estil d'automatisme es va usar amb freqüència en portes comercials, però en els últims anys s'ha adaptat per a ús residencial. Aquest estil d'automatisme consisteix en un motor que es connecta al lateral de la vareta de torsió i mou la porta cap amunt i cap avall simplement girant la vareta. Aquests automatismes necessiten alguns components addicionals per funcionar de manera segura per a ús residencial. Aquests inclouen un monitor de tensió del cable, per detectar quan es trenca un cable, i un mecanisme de bloqueig separat per bloquejar la porta quan està completament tancada. Aquests tenen l'avantatge que alliberen espai al sostre que ocuparien un automatisme i un rail ordinaris. Aquests també tenen el desavantatge que la porta ha de tenir una barra de torsió per acoblar el motor.

### Porta seccional
En un disseny amb molles típic, els ressorts de torsió apliquen un parell a un eix, i aquest eix s'aplica una força a la porta contrapès cables. L'automatisme elèctric proporciona només una petita quantitat de força per controlar fins on s'obre i es tanca la porta. En la majoria dels casos, l'automatisme de la porta del garatge també manté la porta tancada en lloc d'un pany. .
L'automatisme de porta de garatge elèctric típic consisteix en una unitat motora que amb un motor elèctric. La unitat de potència es connecta a una pista. Un carro connectat a un braç que es connecta a la part superior de la porta del garatge llisca cap endavant i cap enrere en la via, obrint i tancant la porta del garatge. El carro es jala al llarg de la cadena per una cadena, corretja o cargol que gira quan s'opera el motor. Un mecanisme d'alliberament ràpida s'adjunta al carro per permetre que la porta del garatge es desconnecti de l'automatisme per operació manual durant una falla d'energia o en cas d'emergència. Els interruptors de límit en la unitat de potència controlen la distància que obre la porta del garatge i es tanca una vegada que el motor rep un senyal del comandament a distància o botó de paret per operar la porta.
La unitat de potència penja del sostre i està ubicada cap a la part del darrere del garatge. L'extrem de la pista a l'extrem oposat de la unitat de potència es connecta a un suport de capçalera que s'adjunta a la paret de la capçalera sobre la porta del garatge. El capçal de potència generalment és compatible amb ferro d'angle perforat.

## Control remot
Els primers automatismes via radio per a portes de garatge van ser inventats i desenvolupats per dos inventors nord-americans en la dècada de 1930 al mateix temps, un a Illinois i l'altre a l'estat de Washington. Eren desconeguts l'un per l'altre.
La segona etapa: Els primers controls remots del obre-portes de garatge eren simples i consistien en un simple transmissor (el control remot) i un receptor que controlava el mecanisme d'obertura. El transmissor transmetria en una freqüència designada; el receptor escoltaria el senyal de ràdio, després obriria o tancaria el garatge, depenent de la posició de la porta. El concepte bàsic d'això es remunta a la Segona Guerra Mundial. Aquest tipus de sistema es va usar per detonar bombes remotes. Si bé era nova en aquest moment, la tecnologia va seguir el seu curs quan els obreportes de garatge es van tornar àmpliament disponibles i utilitzats. Llavors, una persona no només va obrir la porta del seu garatge, també han obert la porta del garatge del seu veí. Mentre que el control remot de la porta del garatge té poca potència i abast, era prou potent com per interferir amb altres receptors a l'àrea.
Segona etapa: el sistema d'obertura de portes de garatge sense fil es va ocupar del problema de freqüència compartida. Per rectificar això, es van desenvolupar sistemes multicodo. Aquests sistemes requereixen que el propietari d'una porta de garatge preestablezca un codi digital mitjançant el canvi de vuit a dotze interruptors DIP en el receptor i el transmissor. Si bé aquests interruptors van proporcionar sistemes de portes de garatge amb ² agost = 256-2 12 = 4.096 codis diferents, no van ser dissenyats tenint en compte l'alta seguretat; la intenció principal era evitar la interferència amb sistemes similars propers. Els criminals van poder vèncer la seguretat bàsica d'aquest sistema provant diferents codis en un transmissor regular. També podrien fer capturadors de codi per gravar i retransmetre un senyal, o escàners de codi, que intentarien totes les combinacions possibles en un curt període. Els automatismes multicódigo es van tornar impopulars en àrees on la seguretat era un problema, però a causa de la seva facilitat de programació, com abresurcos sovint es fan servir per operar coses com ara les comportes en complexos d'apartaments tancats.
Una etapa intermèdia del mercat d'obreportes de garatge entre la segona i tercera etapa va eliminar els interruptors DIP i va usar controls remots preprogramats a un d'aproximadament 3500000000 de codis únics. Aquest sistema era retrocompatible amb els codis remots de l'interruptor DIP, i cada codi remot (ja sigui amb interruptors DIP o amb un codi únic preprogramat) es pot afegir a la memòria del receptor prement el botó d'aprenentatge en l'automatisme i es podria esborrar del la memòria del receptor sostenint. Si bé el codi transmès pel control remot encara estava fix, l'usuari no ho podia canviar (excepte si feia servir controls remots amb interruptor DIP heretat) i era molt més difícil de duplicar llevat que dos controls remots compartissin el mateix codi (la qual cosa era molt poc probable, ja que de dos controls remots que comparteixen el mateix codi era d'1 entre 3,5 mil milions, excepte si es van usar controls remots amb interruptor DIP heretat). Aquest enfocament va ser una millora pel que fa als codis de commutació DIP fixos, però aviat es va tornar obsolet quan els dispositius rolling code (que genera un nou codi a cada premsa) van estar disponibles.
Tercera etapa: del mercat d'obreportes per a garatge utilitza un rang d'espectre de freqüència entre 300-400 MHz i la majoria dels transmissors / receptors es basen en la tecnologia de codis de salt o de balanceig. Aquest enfocament evita que els delinqüents gravin un codi i el tornin a reproduir per obrir una porta de garatge. Com se suposa que el senyal és significativament diferent de la de qualsevol altre control remot de porta de garatge, els fabricants afirmen que és impossible que una altra persona que no sigui el propietari del control remot obri el garatge. Quan el transmissor envia un codi, genera un nou codi usant un codificador. El receptor, després de rebre un codi correcte, fa servir el mateix codificador amb la mateixa llavor original per generar un nou codi que acceptarà en el futur. A causa que hi ha una alta probabilitat que algú accidentalment premeu el botó d'obertura mentre no estigui a l'abast i desincronice el codi, el receptor genera codis de look-a-head amb anticipació. El codi continu és el mateix mètode de seguretat utilitzat en les claus remotes dels automòbils, i en alguns protocols d'Internet per a llocs segurs.
Quarta etapa: Aquesta etapa dels sistemes d'obertura de portes de garatge és similar a la tercera etapa, però està limitada a la freqüència de 315 MHz. El rang de freqüències de 315 MHz evita la interferència del sistema de ràdio mòbil terrestre (LMR) utilitzat per l'exèrcit dels EUA.
Els següents estàndards són utilitzats per les unitats fabricades per Chamberlain (incloent LIFTMASTER i Craftsman) 
| dates        | sistema                                               | Color del botó de programació i LED a la unitat | Color del LED en el control remot * |
| ------------ | ----------------------------------------------------- | ----------------------------------------------- | ----------------------------------- |
| 1984-1993    | 8-12 Dip Switch a 300-400 MHz                         | botó blanc, gris o groc amb LED vermell         | vermell                             |
| 1993-1997    | Codi de mil milions a 390 MHz                         | botó verd amb LED verd o vermell                | verd                                |
| 1997-2005    | Seguretat + (codi variable) a 390 MHz                 | botó taronja o vermell amb LED ambre            | ambre o cap                         |
| 2005-present | Seguretat + (codi variable) a 315 MHz                 | botó morat amb LED ambre                        | cap                                 |
| 2011-present | Seguretat + 2.0 (codi variable) en 310, 315 i 390 MHz | botó groc amb LED ambre i cables d'antena groga | vermell o blau                      |

* No aplicable a teclats numèrics d'entrada o comandaments universals.
Les unitats fabricades per Overhead Door Corporation i la seva filial The Genie Company utilitzen les següents normes: 
| dates        | sistema                                                       |
| ------------ | ------------------------------------------------------------- |
| 1985-1995    | 9-12 DIP Switch a 360, 380, o 390 MHz                         |
| 1995-2005    | Intellicode / CodeDodger (codi variable) a 390 MHz            |
| 2005-present | Intellicode / CodeDodger (codi variable) a 315 MHz            |
| 2011-present | Intellicode 2 / CodeDodger 2 (codi variable) en 315 i 390 MHz |

## Duplicació de comandaments i claus remotes

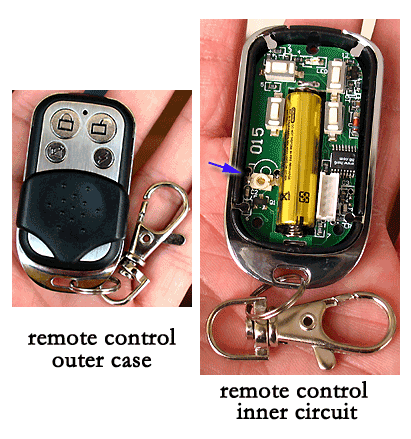
Una foto típica de tots dos el cas exterior i circuit interior d'un automatisme de porta del garatge control remot.

Molts controls remots del obreportes de garatge usen codificació de codi fix que fa servir interruptors DIP o soldadura per fer el procés de codificació de pins de direcció, i generalment usen pt2262 / pt2272 o circuits integrats compatibles. Per a aquests controls remots d'obreportes de garatge de codi fix, un pot clonar fàcilment el control remot existent utilitzant un duplicador de control remot d'autoaprenentatge (còpia remota) que pot fer una còpia del control remot usant el copiat cara a cara.

## Característiques addicionals
Les característiques addicionals que s'han afegit al llarg dels anys han inclòs:
- Llums de cortesia automàtiques que s'encenen quan s'obre la porta (o mitjançant sensors de moviment) i s'apaguen automàticament després d'un retard preestablert
- Una funció de bloqueig remot, que apaga el receptor de ràdio mentre està de vacances o absent per un temps prolongat.
- La disponibilitat d'accessoris ha augmentat, incloent característiques com ara teclats sense fils, controls remots de cadena i panys operats per solenoide per bloquejar la porta.

També hi ha disponibles funcions més sofisticades, com un sensor integrat de monòxid de carboni per obrir la porta en cas que el garatge s'inundi amb gasos d'escapament. Altres sistemes permeten l'activació de la porta a través d'Internet per permetre que els propietaris obrin la porta del seu garatge des de la seva oficina per als lliuraments.
Una altra innovació recent en l'automatisme de portes de garatge és un teclat sense fil basat en empremtes digitals. Aquesta unitat es connecta a l'exterior de la porta del garatge en el brancal i permet als usuaris obrir i tancar les portes amb només pressionar un dit, en lloc de crear un número d'identificació personal (PIN). Això és especialment útil per a les famílies amb nens

## Seguretat
La porta del garatge generalment és l'objecte en moviment més gran en una llar. Un automatisme de porta de garatge mal ajustat pot exercir forces forts i mortals i no pot revertir la porta del garatge en cas d'emergència. Les instruccions del fabricant brinden orientació a l'usuari sobre l'ajust i el manteniment correctes de l'automatisme.
Els automatismes de portes de garatge fabricats i instal·lats als Estats Units des de 1982 han de proporcionar un mecanisme d'alliberament ràpida al carro que permeti que la porta del garatge es desconnecti de l'automatisme de la porta del garatge en cas d'atrapament. automatismes de portes de garatge fabricats des de 1982 també estan obligats a invertir la porta del garatge si colpeja un objecte sòlid.
D'acord amb la llei federal dels EUA (UL 325), els automatismes de portes de garatge fabricats pels EUA. Des de 1993 han d'incloure un sistema secundari d'inversió de seguretat, com sensors fotoelèctrics o sensors, muntats prop del pis. Altres exemples de sistemes d'inversió de seguretat, permesos dins de la guia d'UL 325, inclouen vores elèctrics de seguretat, que retrocedeixen amb aproximadament 15 lliures de pressió cap avall, i una porta de garatge i sistema d'obertura sense ulls, testejats junts, que s'inverteixen aproximadament 15 lliures de pressió.